# Provincia di Vinh Phuc
Vinh Phuc (vietnamita: Vĩnh Phúc) è una provincia del Vietnam, della regione del Delta del fiume Rosso. Questa provincia ha una superficie di 1231,8 km² e una popolazione di 1.151.154 abitanti. 
La capitale provinciale è Vĩnh Yên. 

## Distretti
Di questa provincia fanno parte i distretti:
- Bình Xuyên
- Lập Thạch
- Tam Đảo
- Tam Dương
- Vĩnh Tường
- Yên Lạc
- Me Linh

Ad essi si aggiungono Phúc Yên e Vĩnh Yên.